# Gabriel Lippmann
Gabriel Jonas Lippmann (ur. 16 sierpnia 1845 w Bonnevoie, Luksemburg, zm. 13 lipca 1921) – francuski fizyk pochodzenia żydowskiego, noblista.

## Życiorys
Profesor Sorbony w Paryżu; od roku 1886 – członek Francuskiej Akademii Nauk; badał i pierwszy opisał (1873) zjawiska elektrokapilarne (Relation entre les phénomènes électriques et capillaires); w roku 1881 – rok po odkryciu zjawiska piezoelektrycznego (odkrywcy – bracia Pierre Curie i Jacques Curie) – przewidział istnienie odwrotnego zjawiska piezoelektrycznego (co zostało potwierdzone doświadczalnie przez braci Curie). W roku 1891 opracował metodę reprodukcji barw, opartą na zjawisku interferencji światła (nie znalazła zastosowania w praktyce), za co w roku 1908 otrzymał Nagrodę Nobla w dziedzinie fizyki.